# بید قطبی
بید قطبی (نام علمی: Salix polaris) نام یک گونه از سرده بید است.